# Evert de Bruin
Evert de Bruin (Nijmegen, 1965) is een Nederlandse schrijver en vertaler.

## Biografie
Evert de Bruin studeerde geschiedenis, Duits en Engels. Hij is momenteel werkzaam als docent geschiedenis en deels ook als schrijver en vertaler. Tijdens zijn middelbareschooltijd en studie was hij actief als tekstdichter voor punkbands en tekstschrijver voor culturele manifestaties. Eind jaren negentig vertaalde hij korte biografieën van de filosofen Schopenhauer en Wittgenstein voor de 90 minutenserie van Uitgeverij Holland, en in dezelfde serie schreef hij later boeken over Boeddha, Pythagoras, Einstein, Marx en Erasmus. Deze beknopte laagdrempelige beschrijvingen van de levens en het gedachtegoed van deze denkers kenmerken zich, ondanks het kleine formaat (70 pagina’s) door de gedegen inhoud en de filosofische en historische accuratesse. Ook heeft Evert de Bruin middeleeuwse sagen bewerkt voor een modern publiek in de bundel Helden- en Riddersagen, waarin de vermaarde werken (Beowulf, Nibelungen, de cyclus van Koning Arthur, Tristan en Isolde) gekoppeld worden aan minder bekende epen en de historische achtergrond van deze werken geschetst wordt. De Bruins meest recente werk is een door hem samengestelde, deels bewerkte bundel van ‘Gothic Fiction’, verhalen uit de duistere romantiek, getiteld ‘In het Holst van de Nacht’, met daarin de bekende griezelverhalen als Dracula, Dr. Jekyll and Mr. Hyde, het Monster van Frankenstein en een verhaal van Edgar Allan Poe, maar ook een aantal juweeltjes die alleen bij de kenners van het genre enige vermaardheid genieten.